# Kuklík horský
Kuklík horský (Geum montanum) je nízká, vytrvalá, žlutě kvetoucí bylina. Patří mezi druhy, které jsou některými autory při úzkém pojetí rodu kuklík z něj vyňaty a vřazeny do samostatného rodu kuklice; pak je nazýván kuklice horská (Parageum montanum).

## Výskyt
Vyrůstá nejvíce v horách střední a jižní Evropy, v Karpatech, Alpách, Pyrenejích, Francouzském středohoří, Apeninách a na Balkáně, je považován za rostlinu vysokohorskou. V Alpách se místy nachází i v nadmořské výšce 2500 m.
V České republice roste pouze na nejvyšších místech Krkonoš, převážně ve východní části. Vyrůstá v subalpínském stupni na travnatých a kamenitých loučkách, smilkových trávnicích, ve světlých místech kleče nebo na řídce porostlých kamenitých sutích. Přednost dává vlhčím hlinitým až kamenitým půdám na silikátovém i vápenatém podkladu. Všechny populace leží na území Krkonošského národního parku a jsou poměrně stabilní. V minulosti byly uváděny nálezy kuklíku horského i z jiných míst v ČR, pravděpodobně šlo o omyl nebo tam byli jedinci uměle vysazeni.

## Popis
Vytrvalá rostlina s přímými, nevětvenými lodyhami a s přízemní listovou růžici vyrůstající ze šikmého kořene. Chlupaté lodyhy, rostoucí z paždí listů v růžici, dorůstají v závislosti na místních podmínkách do výšky 5 až 30 cm. Hustě chlupaté listy růžice mají krátké řapíky. Jejich čepele jsou přetrhovaně zpeřené, nestejně zubaté drobné postranní lístky jsou okrouhle vejčité a znatelně větší koncový lístek je ledvinovitý. Drobné listy vyrůstající na lodyze jsou široce obvejčité a mají palisty. Listová růžice přezimuje pod sněhem a je spodivem, že při jarním tání sněhu jsou její listy při okolní teplotě okolo 0 °C tak tolerantní k silnému slunečnímu záření.
Na konci lodyhy obvykle vyrůstá jeden, výjimečně dva až tři sytě žluté až oranžové květy. Mívají obvykle průměr od 2 do 3 cm a jsou pětičetné. Květní lůžko je kulovité, na jeho okraji rostou drobné lístky kalíšku které jsou prostřídané špičatými zelenými lístky vytrvalého kalichu. Žluté nebo oranžové korunní lístky jsou vejčité a po okrajích zvlněné. V květu je mnoho tyčinek s prašníky vyrůstající ve spirále a také mnoho pestíků s dlouhými neopadavými čnělkami zůstávajícími na semenech.
Květy jsou prvoprašné, nejdříve dozrávají prašníky a teprve později blizny. Jsou většinou oboupohlavné, někdy se ale vyskytnou pouze květy samčí s nevyvinutými pestíky. Vykvétají v červnu až srpnu, opylovány jsou létajícím hmyzem. Plody jsou podlouhlé, silně chlupaté nažky s péřovitou čnělkou seskupené do souplodí.

## Ohrožení
Kuklík horský je v Seznamu cévnatých rostlin ČR r. 2012 zařazen do kategorie (C2r), tj. mezi vzácné ohrožené druhy.

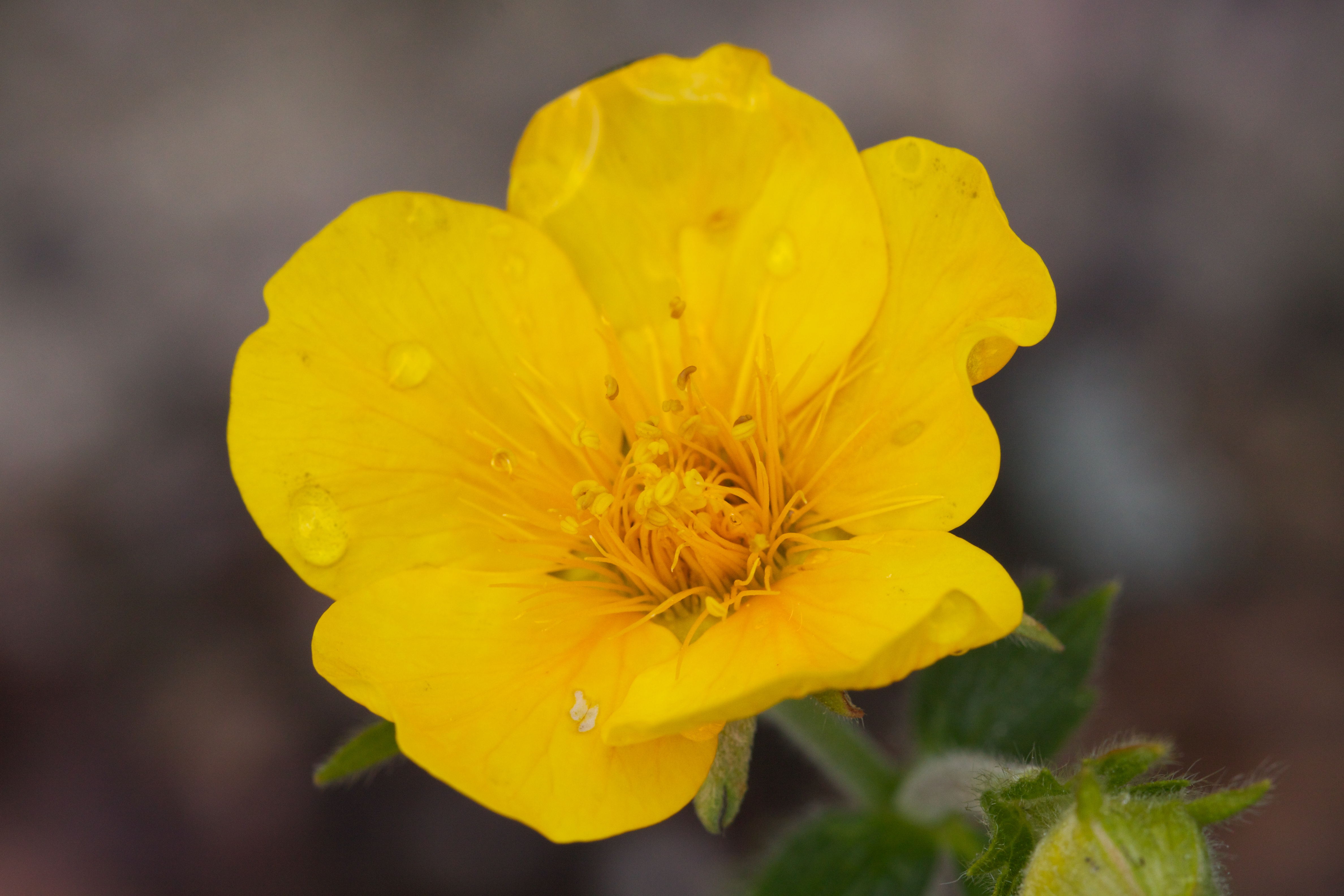
Květ
Čnělky
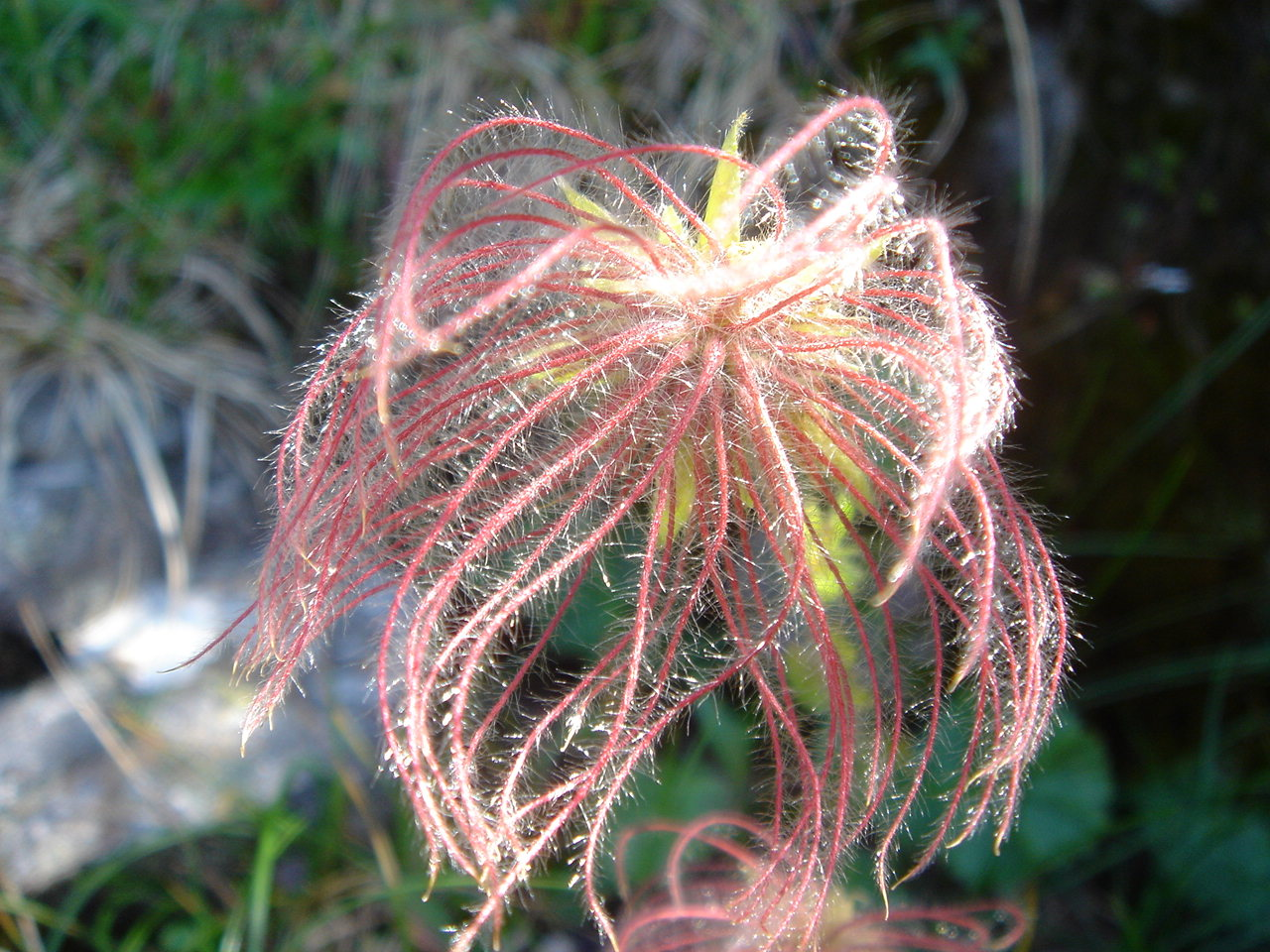
Souplodí péřovitých nažek